# Список умерших в 870 году

## Январь
- 1 января — Гаттон, епископ Вердена (846/847—870).

## Февраль
- 4 февраля — Кеолнот, 17-й архиепископ Кентерберийский (833—870).

## Апрель
- 27 апреля — Лиутберт, архиепископ Кёльна (841—842) и епископ Мюнстера (849—870).

## Июнь
- 21 июня — Аль-Мухтади Биллах, багдадский халиф (869—870).

## Сентябрь
- 1 сентября — Мухаммад аль-Бухари (60), исламский учёный-богослов, хадисовед, правовед и толкователь Корана.

## Дата смерти неизвестна или требует уточнения
- Адарнасе II, соправитель Тао-Кларджети с его братьями — Багратом I Куропалатом и Гуарамом Мампали — с титулом эриставт-эристави («князь-князей») (830—ок. 870)[1].
- Али ат-Табари, врач, создатель первой энциклопедии по медицине, психолог, пионер педиатрии.
- Вэнь Тинъюнь, китайский поэт[2].
- Гильдуин, епископ Эврё (863—870)[3].
- Гостивит, последний из семи легендарных чешских князей — потомков легендарного основателя династии Пршемысловичей Пршемысла Пахаря, правивших до первого исторически достоверного князя Борживоя I.
- Григорий III, герцог Неаполя (864—870)[4].
- Далах мак Муйрхертайг, король Кенел Конайлл (до 870).
- Отгер, граф Жироны (862—870)[5].
- Ростислав, князь Великой Моравии (846—870).
- Феодор Кройлендский, игумен, мученик Кройлендский.
- Хабаш аль-Хасиб, исламский астроном и математик.
- Хедда, настоятель из Петерборо, священномученик[6].
- Эбба, настоятельница монастыря Колдингем на юго-востоке Шотландии.